# Fregaty rakietowe typu Godavari
Fregaty rakietowe typu Godavari – typ trzech indyjskich fregat rakietowych, zbudowanych w latach 80. XX wieku dla Indyjskiej Marynarki Wojennej, będący zmodyfikowaną wersją brytyjskich fregat typu Leander. 

## Okręty
- INS "Godavari" (F20)
- INS "Gomati" (F21)
- INS "Ganga" (F22)